# Аб, Павел Ефимович
Павел Ефимович Аб (22 ноября 1902, Орёл — 1974, Ленинград) — советский живописец и график, член Ленинградского Союза художников.

## Биография
В 1921—1923 годах учился в Орловском художественном училище у Григория Редькина. По окончании училища приехал в Петроград и поступил во ВХУТЕИН на факультет живописи. Занимался у Александра Савинова, Кузьмы Петрова-Водкина, Василия Савинского. В 1929 году окончил институт с присвоением звания художника-живописца. Дипломная работа — «Текстиль», роспись концертного зала Московско-Нарвского дома культуры.
После окончания учёбы в 1931—1933 годах занимался в аспирантуре института. С конца 1920-х включился в художественную жизнь Ленинграда. Был членом ОМАХР (1929) и АХР (1930—1932), преподавал в студии АХР (1929—1930). В 1932 был принят в члены Ленинградского Союза художников. Участвовал в выставках с 1934, экспонируя свои работы вместе с произведениями ведущих мастеров изобразительного искусства Ленинграда. Писал жанровые и исторические картины, портреты. В 1930-е годы написал картины «Слёт ударников Выборгского района» (1932), «У юрты слушают радио» (1936), «Ребята-музыканты» (1938).
В годы Великой Отечественной войны служил в 21-й стрелковой дивизии НКВД 42-й армии Ленинградского фронта. Создал серию портретных зарисовок защитников города. Был ранен, отмечен боевыми наградами. После демобилизации вернулся в Ленинград. Работал в Ленизо, одновременно активно участвовал в творческой и выставочной жизни Ленинградского Союза художников. Среди созданных в послевоенный период произведений картины «Павлов в Колтушах», «Пирогов в Военно-медицинском музее» (1948), «Выступление В. И. Ленина на Адмиралтейском заводе» (1949), «Товарищи» (1960), «Часовые Родины» (1961) и другие.
Скончался в 1974 году в Ленинграде.
Произведения П. Е. Аба находятся в музеях и частных собраниях России и за рубежом.

## Выставки
- 1960 год (Ленинград): Выставка произведений ленинградских художников.
- 1960 год (Москва): Советская Россия. Республиканская художественная выставка.
- 1961 год (Ленинград): «Выставка произведений ленинградских художников» открылась в залах Государственного Русского музея .